# Natri benzensulfochleramin
Natri benzensulfochleramin, hay còn gọi là Chloramin B là một hợp chất hữu cơ chứa cation chlor (ion chlor dương) có công thức là C6H5SO2NClNa. Là chất rắn dạng bột có màu trắng, có tính oxy hóa mạnh, hoà tan được trong nước ở nhiệt độ thường. Hoá chất này tồn tại ở dạng bột hoặc dạng viên.

## Công dụng
Chloramin B được sử dụng làm chất tẩy rửa. Chloramin B được dùng để khử khuẩn các khu vực như hành lang, nhà vệ sinh, sảnh... Ngoài ra còn để khử trùng các bề mặt, đặc biệt là các vật dụng có trong gia đình dễ lây nhiễm như tay nắm cửa, đồ chơi trẻ em. Chloramin B còn được sử dụng để pha nước rửa tay sát khuẩn, tẩy sạch các vết ố vàng ở sàn nhà hay vật dụng thông thường.

## An toàn
Chloramin B vì có thể gây ngộ độc khi nồng độ trên 2%. Cụ thể là sẽ tác động lên hệ tiêu hoá, hô hấp và da như: gây viêm da, suy hô hấp, ngộ độc đường tiêu hoá. Khi pha Chloramin B cần chuẩn bị găng tay cao su, khẩu trang bảo vệ. Cần để xa tầm tay của trẻ em vì nếu nuốt phải Chloramin B sẽ rất nguy hiểm. Chloramin B cũng gây ăn mòn, vì vậy cần hết sức cẩn thận khi sử dụng.

### Hợp chất natri hữu cơ
- Allura Red AC
- Natri dehydroacetat
- Brilliant Blue FCF
- Azorubin

### Hợp chất chlor hữu cơ
- Lindan
- 1,2-Dichloroethan
- Chloroform
- Chloromethan